# Gadgets-Gully-Virus
Das Gadgets-Gully-Virus (GGYV, Spezies Orthoflavivirus gadgetsense) ist ein Virus, das durch Zecken der Art Ixodes uriae übertragen wird. Diese infizieren während der Blutmahlzeit über den Speichel verschiedene Großpinguine (Kaiserpinguin, Königspinguin) mit dem Virus. Das GGYV ist nach einer Anhöhe (Gadget’s Gully) auf der zwischen Australien und der Antarktis gelegenen Macquarieinsel benannt.

## Genomorganisation und Morphologie
Das Genom des GGYV besteht aus einer linearen, einzelsträngigen RNA mit positiver Polarität. Wie bei allen Flaviviridae umfasst das Genom nur einen offenen Leserahmen, dessen Länge beim GGYV 10.251 nt beträgt. Die Länge der flankierenden, nichtcodierenden Regionen des GGYV ist unbekannt. Die Virusteilchen (Virionen) des GGYV erscheinen im Transmissionselektronenmikroskop als ca. 45 nm große, runde Strukturen mit einem elektronendichten Inneren.

## Biologische Bedeutung
Das GGYV wurde aus 1975 gesammelten Zeckenproben in der Nähe von Königspinguin-Kolonien der Macquarieinsel isoliert und 1985 erstmals beschrieben. In einer 1972 gesammelten Zeckenprobe einer Kolonie von Kaiserpinguinen konnte das GGYV ebenfalls nachträglich nachgewiesen werden. Da der Vektor des Virus, die Zecke Ixodes urinae, auch bei flugfähigen Seevögeln als enzootischer Parasit vorkommt, wird vermutet, dass das GGYV in einer noch nicht identifizierten Seevogelart ein natürliches Reservoir besitzt und möglicherweise auch weltweit auf Tierpopulationen übertragen werden kann. Das GGYV hat nach vergleichenden Untersuchungen neuer Isolate aus dem Jahre 2008 eine nur geringe Variabilität des Genoms und der Antigenität. Eine Gefährdung oder klinisch manifeste Erkrankung von Pinguinen durch das GGYV wurde bislang nicht beobachtet, möglicherweise sind die Pinguinpopulationen ausreichend an das Virus adaptiert. Eine Erkrankung durch das GGYV beim Menschen konnte ebenfalls nicht nachgewiesen werden, obwohl bei etwa 4 % der Einwohner des Great Barrier Reef spezifische Antikörper gegen GGYV gefunden wurden.